# فرنسيس بي سميث
فرنسيس بي سميث (بالإنجليزية: Francis P. Smith)‏ هو كاهن كاثوليكي أمريكي، ولد في 28 مارس 1907، وتوفي في 30 يونيو 1990 في بيتسبرغ في الولايات المتحدة.